# DM i landevejscykling 2025 – Linjeløb (junior herrer)
Junior herrernes linjeløb ved DM i landevejscykling 2025 blev afholdt søndag den 29. juni 2025 i og omkring Aalborg i forbindelse med DM-ugen. Det er den 49. udgave af danmarksmesterskabet siden den første udgave i 1977. Det 124 km lange linjeløb med en samlet stigning på 850 m havde start og målstreg ved Aalborg Havn.
Noah Lindholm Møller Andersen fra det tyske hold Team Grenke-Auto Eder kom alene til mål, og vandt mesterskabet med et forspring på 40 sekunder til de to Team Uno-X - Carl Ras Roskilde Junior-ryttere Aksel Storm og Benjamin Thestrup på anden- og tredjepladsen.

## Ruten
Efter starten skulle rytterne en tur nord for Aalborg. Da de kom tilbage mod Nørresundby og Aalborg, ventede der tre omgange på en rundstrækning, og seks passager af Limfjordsbroen, inden målstregen kom på selve broen.

## Resultat
| \| Samlede stilling \| Samlede stilling \| Samlede stilling \| Samlede stilling \| Samlede stilling \| \| Rytter \| Rytter \| Hold \| Tid \| \| \| ---------------- \| ------------------------------ \| ---------------------------------------------- \| ---------------- \| ---------------- \| \| 1. \| Noah Lindholm Møller Andersen \| Team Grenke-Auto Eder \| 3t 01' 50" \| \| \| 2. \| Aksel Storm \| Team Uno-X-Carl Ras Roskilde Junior \| + 40" \| \| \| 3. \| Benjamin Thestrup \| Team Uno-X-Carl Ras Roskilde Junior \| + 40" \| \| \| 4. \| Julius Løvstrup Birkedal \| Team Grenke-Auto Eder \| + 40" \| \| \| 5. \| Malthe Risbjerg \| CeramicSpeed Aros Forsikring Herning CK Junior \| + 40" \| \| \| 6. \| Tobias Gren \| Kvickly Odder Junior \| + 40" \| \| \| 7. \| Magnus Haagensen \| CeramicSpeed Aros Forsikring Herning CK Junior \| + 40" \| \| \| 8. \| Jakob Resen \| Tscherning Cycling Academy \| + 40" \| \| \| 9. \| Sylvester Vittinghus Stokbro \| Team Uno-X-Carl Ras Roskilde Junior \| + 40" \| \| \| 10. \| Joshua Von Wettstein \| Tscherning Cycling Academy \| + 40" \| \| \| 11. \| Oskar Louw Larsen \| Team Uno-X-Carl Ras Roskilde Junior \| + 56" \| \| \| 12. \| Aksel Haudrum Larsen \| CeramicSpeed Aros Forsikring Herning CK Junior \| + 58" \| \| \| 13. \| Elias Andersen \| Team Uno-X-Carl Ras Roskilde Junior \| + 1' 21" \| \| \| 14. \| Johan Eltoft \| CeramicSpeed Aros Forsikring Herning CK Junior \| + 1' 21" \| \| \| 15. \| Frederik Rosing-Schow \| Tscherning Cycling Academy \| + 1' 24" \| \| \| 16. \| Magnus Hougaard Lohmann Madsen \| Kolding Bicycle Club \| + 1' 48" \| \| \| 17. \| Alexander Nørskov Larsen \| CK Ringen Juniors \| + 1' 53" \| \| \| 18. \| Rasmus Jespersen Helt Hansen \| Team Uno-X-Carl Ras Roskilde Junior \| + 2' 02" \| \| \| 19. \| Andreas Stenstrop Madsen \| Decathlon AG2R La Mondiale U19 Team \| + 2' 04" \| \| \| 20. \| Marius Engelbrecht Linde \| CeramicSpeed Aros Forsikring Herning CK Junior \| + 2' 04" \| \| |                                |                                                |            |
| |                                |                                                |            |
| Kilde: ProCyclingStats |                                |                                                |            |
| Samlede stilling |                                |                                                |            |
| Rytter | Rytter                         | Hold                                           | Tid        |
| 1. | Noah Lindholm Møller Andersen  | Team Grenke-Auto Eder                          | 3t 01' 50" |
| 2. | Aksel Storm                    | Team Uno-X-Carl Ras Roskilde Junior            | + 40"      |
| 3. | Benjamin Thestrup              | Team Uno-X-Carl Ras Roskilde Junior            | + 40"      |
| 4. | Julius Løvstrup Birkedal       | Team Grenke-Auto Eder                          | + 40"      |
| 5. | Malthe Risbjerg                | CeramicSpeed Aros Forsikring Herning CK Junior | + 40"      |
| 6. | Tobias Gren                    | Kvickly Odder Junior                           | + 40"      |
| 7. | Magnus Haagensen               | CeramicSpeed Aros Forsikring Herning CK Junior | + 40"      |
| 8. | Jakob Resen                    | Tscherning Cycling Academy                     | + 40"      |
| 9. | Sylvester Vittinghus Stokbro   | Team Uno-X-Carl Ras Roskilde Junior            | + 40"      |
| 10. | Joshua Von Wettstein           | Tscherning Cycling Academy                     | + 40"      |
| 11. | Oskar Louw Larsen              | Team Uno-X-Carl Ras Roskilde Junior            | + 56"      |
| 12. | Aksel Haudrum Larsen           | CeramicSpeed Aros Forsikring Herning CK Junior | + 58"      |
| 13. | Elias Andersen                 | Team Uno-X-Carl Ras Roskilde Junior            | + 1' 21"   |
| 14. | Johan Eltoft                   | CeramicSpeed Aros Forsikring Herning CK Junior | + 1' 21"   |
| 15. | Frederik Rosing-Schow          | Tscherning Cycling Academy                     | + 1' 24"   |
| 16. | Magnus Hougaard Lohmann Madsen | Kolding Bicycle Club                           | + 1' 48"   |
| 17. | Alexander Nørskov Larsen       | CK Ringen Juniors                              | + 1' 53"   |
| 18. | Rasmus Jespersen Helt Hansen   | Team Uno-X-Carl Ras Roskilde Junior            | + 2' 02"   |
| 19. | Andreas Stenstrop Madsen       | Decathlon AG2R La Mondiale U19 Team            | + 2' 04"   |
| 20. | Marius Engelbrecht Linde       | CeramicSpeed Aros Forsikring Herning CK Junior | + 2' 04"   |

## Hold og ryttere
| DCU Elite Teams (8)- CeramicSpeed Aros Forsikring Herning CK Junior - IMPROV-Giant Store-CEC Junior - DBC-Ballerup Cycling Team Junior - Tscherning Cycling Academy - Aalborg Talent-Sparekassen Danmark - Kvickly Odder Junior - Uno-X-Carl Ras Roskilde Junior - Nyt Syn by Fialla - U19 Amatørcykelhold (3)- CK Ringen Juniors - Team Grenke-Auto Eder - Decathlon AG2R La Mondiale U19 Team Regional- og klubhold (22)- Amager Cykle Ring - Hvidovre Cykle Klub - Holstebro Cykle Club - Herning Cykle Klub - Odder Cykel Klub - Sønderborg Cykle Klub - Cykleklubben FIX Rødovre - Vejle Cykel Klub - Lolland-Falster Cykle Klub - Thy Cykle Ring - Nakskov Cykle Club - Roskilde Cykle Ring - Horsens Amatør Cykleklub - Ordrup Cycle Club - Randers Cykleklub - Cykling Odense - Cykle Klubben Aarhus - Silkeborg IF Cykling - Kolding Bicycle Club - Middelfart Cykel Club - Arbejdernes Bicycle Club København - Cycling Club Hillerød |
| |